# Three Young Texans
Three Young Texans is een Amerikaanse western uit 1954 onder regie van Henry Levin. De film, opgenomen in Technicolor, werd destijds in Nederland uitgebracht onder de titel Knockout in kruitdamp.

## Verhaal
Johnny Colt en Tony Ballew zijn twee cowboys die allebei een oogje hebben op de dochter van hun baas, de aantrekkelijke tomboy Rusty Blair. Nadat Tony al zijn geld vergokt, leent hij geld van zijn Johnny en wint $700 dollar. Ze besluiten dit geld te investeren in een eigen ranch. Ondertussen vergokt ook Johnny's alcoholistische vader Jim al zijn geld en schiet uit zelfverdediging zijn tegenstander Bill McAdoo neer. McAdoo's handlangers Joe en Catur maken gebruik van deze situatie om Jim te chanteren in het plegen van een treinroof. 

## Rolverdeling
| Acteur          | Personage   |
| --------------- | ----------- |
| Jeffrey Hunter  | Johnny Colt |
| Keefe Brasselle | Tony Ballew |
| Mitzi Gaynor    | Rusty Blair |
| Michael Ansara  | Joe         |
| Harvey Stephens | Jim         |
| Aaron Spelling  | Catur       |
| Frank Wilcox    | Bill McAdoo |